# Hemloite
La hemloite è un minerale.